# Christine Stückelberger
Pour les articles homonymes, voir Astrid Stuckelberger.
Christine Stückelberger, née le 22 mai 1947 à Berne, est une cavalière suisse de dressage.

## Carrière
Christine Stückelberger participe à six éditions des Jeux olympiques. Aux Jeux olympiques d'été de 1972 à Munich, elle se classe quinzième de l'épreuve individuelle de dressage sur le cheval Granat ; elle fait partie de l'équipe suisse de dressage terminant à la septième place.
Aux Jeux olympiques d'été de 1976 à Montréal avec Granat, elle est sacrée championne olympique de dressage individuel et vice-championne olympique de dressage par équipe.
Sur Tansanit aux Jeux olympiques d'été de 1984 à Los Angeles, elle remporte la médaille d'argent par équipe tandis qu'elle obtient une neuvième place individuellement.
Ses dernières médailles olympiques sont remportées à Séoul en 1988 avec une deuxième place par équipe et une médaille de bronze en dressage individuel avec Gauguin de Lully.
Christine Stückelberger se présente aux Jeux de 1996 et de 2000, ne parvenant pas à accéder aux dix premières places en individuel. En 1996, elle se classe sixième par équipe en compagnie de Hans Staub, Eva Senn-Widmer et Barbara von Grebel.